# Josep Sabaté Alcubilla
Josep Sabaté Alcubilla (Barcelona, 1919) fou tirador i dirigent de tir esportiu.
Començà a practicar el tir, al Tiro Nacional de Barcelona el 1966 i s'especialitzà en carrabina d'aire comprimit. Més tard ingressà com a vocal a la junta directiva de la Federació de Tir Olímpic de Barcelona, antecessora de la Federació Catalana de Tir Olímpic, de la qual fou secretari (1969-73) i president (1973-78). Promogué totes les modalitats de tir, especialment la d'aire comprimit. Creà el Trofeu Josep Sabaté per carrabina i pistola d'aire, competició que se celebrà durant dotze anys. També feu cobrir la galeria de tir del Tiro Nacional, sent la primera galeria de tir coberta d'Espanya. Posteriorment, assumí la vicepresidència del Tir Esportiu de Barcelona (1987-91) quan el club ja havia deixat d'actuar com a Federació de Tir Olímpic de Barcelona. Rebé la medalla de Forjadors de la Història Esportiva de Catalunya el 1993.